# Deportivo Pasto
Asociación Deportivo Pasto, jest kolumbijskim klubem piłkarskim z siedzibą w mieście Pasto znajdującym się w departamencie Nariño. Klub założony został w roku 1949 i gra obecnie w I lidze kolumbijskiej (Liga colombiana de fútbol).

## Osiągnięcia

### Krajowe
- Categoría Primera A

| zwycięstwo (1):     | 2006 (A)           |
| drugie miejsce (2): | 2002 (F), 2012 (A) |

- Copa Colombia

| zwycięstwo (0):     | –          |
| drugie miejsce (2): | 2009, 2012 |

## Historia

### Liga kolumbijska
- I liga (Copa Mustang): 19 sezonów (1998-2009)
- II liga (Primera B Colombiana): 3 sezony (1996-1998)

### Stroje

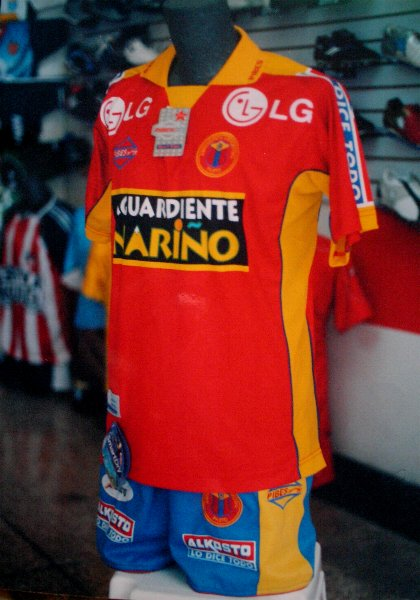
Strój domowy

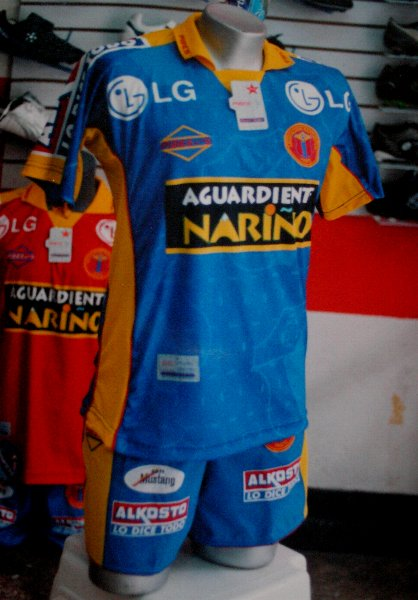
Strój wyjazdowy

- Strój podstawowy: Czerwona koszulka, niebieskie spodenki, czerwone getry.
- Strój rezerwowy: Niebieska lub biała koszula, niebieskie lub białe spodenki, niebieskie lub białe getry

## Stadion

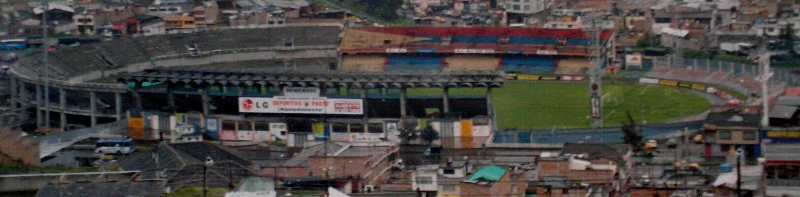
Estadio Libertad Stadium

Estadio Libertad Stadium, został oddany do użytku w listopadzie 1954. Później był dwukrotnie modernizowany (w 2000 i 2005 roku), a jego obecna pojemność wynosi 19700 widzów.